# ماسيج هرينياك
ماسيج هرينياك (بالبولندية: Maciej Hreniak)‏ (مواليد 3 مايو 1989) هو سبّاح بولندي، مثّل بلاده في الألعاب الأولمبية الصيفية 2008.

## روابط خارجية
ماسيج هرينياك على موقع الاتحاد الدولي للسباحة (الإنجليزية)
- ماسيج هرينياك على موقع أوليمبيديا (الإنجليزية)